# Days Gone
Days Gone ou Jours Perdus  au Québec est un jeu vidéo de tir à la troisième personne d'action-aventure du genre survival horror développé par SIE Bend Studio et édité par Sony Interactive Entertainment, sorti le 26 avril 2019 sur PlayStation 4,.
Il se déroule dans un contexte apocalyptique dans le nord-ouest des États-Unis.
Un portage du jeu sur Windows est sortie le 18 mai 2021.
Le 12 février 2025, Days Gone Remastered est annoncé pour la PlayStation 5 et sort le 25 avril de la même année. Cette version introduit les modes speedrun et mort permanente, ainsi que le mode Assaut, permettant aux joueurs d'affronter des hordes de plus en plus imposantes.

## Synopsis

### Univers
Days Gone est situé dans les forêts étendues au désert volcanique du nord-ouest américain. Le jeu se déroule en 2019, deux ans après qu'une pandémie mondiale a tué presque toute la population, mais a aussi transformé des millions de personnes en ce que les survivants appellent des mutants (Freakers en VO) : des créatures sauvages, plus animales qu'humaines mais très vives et en évolution rapide. La nature des mutants rencontrés dépend de leur âge et de leur sexe avant leur contamination. En outre, différents types de mutants subsistent tels que les Têtards – adolescents lorsqu'ils ont été infectés et devenus des chasseurs opportunistes, préférant frapper et partir dans l'ombre – ou les Hordes, composées de centaines de mutants qui mangent, bougent et attaquent ensemble comme une entité unique. Certaines Hordes parcourent les autoroutes la nuit, tandis que d'autres ont trouvé une source de nourriture qui les garde dans un seul endroit. Par ailleurs, les animaux sauvages contaminés (ours, loups, pumas, corbeaux etc.) semblent plus dangereux que les non-infectés.

### Personnages
Le joueur incarne Deacon St. John, un motard (biker) chasseur de primes d'une trentaine d'années qui préfère prendre le risque de la route sinistrée plutôt que de vivre dans l'un des campements sauvages « sûrs ». Les compétences acquises dans sa vie antérieure en tant que motard hors-la-loi ont donné à Deacon un léger avantage dans le combat. Son meilleur ami et frère de cœur est Boozer. Deacon est marié à Sarah Withaker. Ses amis l’appellent "Deek". Il possède une casquette, un gilet en cuir aux couleurs de son Moto Club ou ''MC'' et des bagues qu’il ne quitte jamais. Il a également de nombreux tatouages sur le corps dont un gros dans le dos représentant un chien qui mord une chaîne et un autre dans le cou avec l’inscription « Sarah ».
Dans les autres personnages principaux nous trouvons Boozer (de son vrai nom, William Gray), le meilleur ami de Deacon qui travaille comme mercenaire à ses côtés. Ils se sont rencontrés au club de moto « Mongrels Club » il y a plusieurs années. Il rencontre par la suite une fille, Joany, avec qui il se marie mais elle décédera lors d’un accident entre sa moto et un camion. Dévasté, il sombra dans l’alcoolisme mais Deacon a été là pour le sauver, ce dernier disant que « c’est ce que font les frères ». Il est surnommé "Boozeman" par Deacon.
Sarah Irene Withaker est une chercheuse scientifique et botaniste, épouse du protagoniste Deacon St. John. Elle avait une petite sœur, Emma, avec qui elle était très proche (le destin d’Emma est inconnu mais elle est sûrement décédée). Sarah est présumée décédée à l’aube de l’épidémie de mutants où elle se blesse et doit partir en hélicoptère pour être soignée, et une grande partie de l’histoire du jeu tourne autour de la recherche de Deacon pour elle.
Michael Wilcox, appelé "Iron Mike" est un autre survivant de l’épidémie, chef du camp de Lost Lake dans la région du même nom dans l’Oregon. Durant les premiers mois suivant l’apocalypse, il faisait partie du Sherman’s Camp. Après un incident au sein du camp où tous ont été tués exceptés Iron Mike et une femme, il a créé son propre camp à Lost Lake. C’est d’ailleurs le massacre au Sherman’s Camp qui lui a fait haïr la violence. Les principaux membres de son nouveau camp sont Rikki, Addy, Skizzo, Boozer et Deacon. Ces deux derniers l’ont d’ailleurs beaucoup aidé et c’est à ce moment que Deacon et Iron Mike sont devenus proches, du moins jusqu’à ce qu’une dispute éclate entre eux, Deacon réglant les situations trop violemment selon Iron Mike. Deacon et Boozer sont donc partis et ont évité ce camp par la suite.
Raymond Sarkoski, dit Skizzo, est un membre du camp d’Iron Mike à Lost Lake. Après l’épidémie il a rejoint ce camp et est devenu un proche d’Iron Mike, ce dernier lui attribuant même le poste de chef de la sécurité. Malgré son grade, il est peu respecté et apprécié au sein du camp, surtout car il abuse de son pouvoir. Il est d’ailleurs souvent en conflit avec les autres dont Iron Mike, Skizzo désapprouvant souvent ses décisions, ou encore Rikki qui l’a accusé de l’avoir espionnée alors qu’elle partageait un moment intime avec Addy. Skizzo a mauvais caractère et est souvent grossier et amer envers les autres.
Parmi les autres personnages du jeu, nous retrouvons James O’Brian qui est un lieutenant et membre du NERO (abréviation de National Emergency Response Organization). C’est lui qui prend en charge Sarah durant l’apocalypse, lorsque celle-ci a été poignardée et doit être soignée en urgence. Il la fait monter dans un hélicoptère du NERO où il ne reste que la place pour elle. L’hélicoptère était initialement à destination d’un camp pour réfugiés qui a en fait été envahi, et tous ceux présents dans cet hélicoptère sont donc présumés morts, dont Sarah et O’Brian. La question de leur survie est au cœur de l’histoire du jeu. Il est reconnaissable grâce à une combinaison intégrale du NERO blanche qu'il porte toujours.
Jessie Williamson, rebaptisé "Carlos", est le chef des Rippers, une secte religieuse qui loue un culte aux mutants, voulant leur ressembler en se rasant le crâne et en se faisant plein de cicatrices partout sur le corps. Il faisait partie du « Mongrels Moto Club » comme Deacon et Boozer. Jessie détestait ces deux derniers qui n’arrêtaient pas de le pousser et de l'insulter. Un jour, une grosse dispute éclata et conduisit Jessie à tuer un autre membre du club pour de la drogue. Le président du club, Jack, pris la décision de le punir en lui retirant son tatouage du MC à l’aide d’un chalumeau pendant que Deacon et Boozer tenait Jessie au sol. Après ça, il a été exclu du club. Plus tard il est devenu "Carlos" et a commencé à diriger les Rippers. Il en est venu à penser que les mutants sont parfaits car tout ce qu’ils étaient était effacé, y compris leur douleur, et il voulait que les gens en arrivent là. Ayant changé d’identité, personne ne sait que Carlos est en réalité "Jessie Williamson", pas même Deacon et Boozer, bien que lui se souvienne de tout.
Matthew Garret est le colonel de la milice du comté de Deschutes durant l’apocalypse, ayant pour but d’exterminer les mutants. Ancien chef militaire américain, il fonde ensuite sa propre milice et recrute de nombreux survivants dans son armée, les menant à attaquer le gouvernement ainsi que le NERO, à capturer des fournitures et des armes, à détruire des ponts et des autoroutes pour empêcher les hordes de mutants d’avancer,... Sa milice est basée dans la région de Crater Lake où il établit Wizard Island comme base d’opérations. Il pense profondément que lui et sa milice sont le seul espoir restant pour la survie de l’humanité face aux mutants. Il cherchait encore plus de survivants en affectant des scientifiques et des ingénieurs développant des armes contre les mutants et en envoyant des équipes sur le terrain pour recueillir toutes les données et connaissances cruciales à stocker dans les grottes de Wizard Island, qu’il a surnommé "l’Arche", un dépôt de toutes les connaissances de la civilisation humaine. Il est également très religieux, faisant de très nombreuses références à Dieu et à la Bible durant ses discours et même n’importe quand.
Derrick Kouri, plus souvent appelé "Capitaine Kouri", est le Capitaine de l’avant-poste de Diamond Lake de la milice du comté de Deschutes et sert en tant que second du Colonel Garret. C’est un ancien membre de l’armée de l’air des États-Unis et survivant de l’épidémie.

### Trame
Le jeu commence en 2017, dans l'Oregon, au début d'une pandémie. Un nouveau virus transforme les humains en "mutants", des sortes de zombies. On y rencontre Deacon St. John, sa femme Sarah et Boozer, de son vrai nom William, le meilleur ami de Deacon et membre du même Motorcycle Club: Les Mongrels. Ce jour-là, alors que la ville est à feu et à sang, les trois personnages essaient de s'enfuir dans un hélicoptère du NERO, mais un agent, le lieutenant O'Brian, ne peut prendre que deux personnes avant la surcharge de l'appareil. Deacon ne veut pas laisser Sarah seule alors qu'elle est blessée à la suite d'un coup de couteau mais refuse également d'abandonner Boozer car il sait qu'il ne s'en sortira pas malgré ce que William prétend. Il prend sa décision en parlant à Sarah et en lui donnant sa bague du MC (Motorcycle Club). Elle part avec l'hélicoptère. Boozer, surpris de ce que Deacon fait pour lui, lui dit alors "Qu'est ce que t'as fait ?"
Deux ans plus tard, Deacon et Boozer travaillent désormais en tant que chasseurs de primes. Voulant améliorer leurs conditions de vie, les deux amis décident de se rendre au nord, mais ce plan est vite abandonné quand Boozer est attaqué par des membres d'une secte, les Rippers. Il est gravement brulé au bras par les membres de la secte, ce qui oblige Deacon à chercher du matériel médical. Ils apprennent plus tard qu'une prime a été mise sur leurs têtes, et que les Rippers feront tout pour les tuer. Un jour, Deacon aperçoit un hélicoptère du NERO, et décide de le suivre. Il finira, plus tard, par rencontrer O'Brian, qui a secouru sa femme deux ans auparavant. Ce dernier révèle plus tard dans le jeu que Sarah a été évacuée dans un camp de réfugiés, et donc qu'elle est peut-être encore en vie.
Deacon décide d'emmener Boozer dans le camp de Lost Lake, géré par Iron Mike et son bras droit Skizzo, où il pourra être soigné. L'état de sa blessure étant trop grave, son bras est amputé. Le camp de Lost Lake est en conflit avec les Rippers, mais une trêve existe entre les deux camps. O'Brian contacte Deacon et lui demande de l'aider, en échange d'informations sur Sarah, ce qu'il fait tout au long du jeu. Skizzo, qui n'a aucune confiance envers les Rippers, propose à Deacon de s'infiltrer dans leur camp. Mais il se fait trahir et est capturé par le RIP. Il est enchaîné et découvre que le chef de ce groupe, Carlos, est un ancien membre du Motorcycle Club de Deacon, Jesse Williamson. Ce dernier le torture, brûlant un de ses tatouages, en l'honneur de ce que Deacon et Boozer lui avaient fait subir avant l'épidémie. Deacon réussit à s'enfuir, et quand il revient à Lost Lake, il découvre que les Rippers ont attaqué le camp. Après les avoir repoussé, Deacon dénonce Skizzo auprès d'Iron Mike. Ce dernier l'emprisonne. Deacon et Boozer décident de détruire le barrage qui est près du quartier général des Rippers. La base est inondée et Deacon finit par tuer Carlos. En revenant à Lost Lake, Iron Mike lui avoue qu'il a libéré mais banni Skizzo du camp.
Après cet évènement, O'Brian recontacte Deacon. Ce dernier lui révèle que Sarah a été évacuée au sud, dans un avant-poste militaire, à Crater Lake. Il part donc là-bas et fait ses adieux à Boozer. En arrivant, il rencontre deux soldats appartenant à la milice du comté de Deschutes. Après s'être intégré et avoir gagné la confiance du colonel Garrett, le chef du camp, il finit par retrouver Sarah, qui travaille désormais en tant que biologiste dans le camp, dans le but de créer une arme visant à anéantir les mutants. Deacon apprend que Garrett prépare une Guerre sainte contre les colonies vivant aux alentours. En voulant récupérer un objet facilitant le développement de cette arme, Deacon et Sarah se rendent à l'ancien lieu de travail de cette dernière. Elle découvre que ses travaux ont été utilisés pour créer le virus ayant causé l'épidémie. Le virus est donc d'origine humaine.
De retour à Crater Lake, Sarah avoue qu'elle ne travaille pas sur une arme, mais sur un remède. Le colonel Garrett isole Sarah pour qu'elle termine ses travaux. Il dit à Deacon que les colonies humaines sont bien plus dangereuses que les mutants, c'est donc la raison pour laquelle il veut une Guerre-Sainte. Conscient que Garrett est mal-intentionné, Deacon appelle O'Brian pour qu'il ramène un hélicoptère, ce qui permettra à St. John et à Sarah de s'enfuir. Mais Skizzo, qui avait rejoint la milice, reconnaît Deacon et les deux se battent. Deacon est exclu du camp et retourne à Lost Lake avec l'aide du capitaine Kouri, ancien fidèle de Garrett, qui a quitté la milice. Quand il arrive, les soldats de la milice sont déjà sur place et envahissent Lost Lake. Toutefois, ils finissent par être repoussés. Iron Mike est blessé et succombe à ses blessures.
Les habitants de Lost Lake comptent se venger de l'attaque. Avec l'aide d'autres camps aux alentours, notamment ceux de Copeland et de Tucker, ils récupèrent un camion et le charge d'explosifs. Deacon et Boozer sont en première ligne, avec le camion. Quand Boozer fonce vers les fortifications de Crater Lake, ce dernier ne sort pas du camion, qui explose donc à la suite du choc. Deacon est choqué, mais parvient à défaire la milice. Il tue Skizzo, puis retrouve Sarah, prise en otage par Garrett. Elle empoisonne Garrett grâce à une boisson. Deacon et Sarah retrouvent Boozer, qui a finalement survécu. Ils finissent par s'installer définitivement à Lost Lake.
Deacon et O'Brian se rencontrent une dernière fois. O'Brian enlève sa combinaison, laissant apparaître une créature mi-humaine, mi-mutante. Ce dernier l'avertit que les mutants évoluent, que le NERO arrive, et que personne ne pourra les arrêter.

## Système de jeu
Days Gone est un jeu d'action-aventure en monde ouvert.
C'est lors de l'E3 2016 que fut présenté une vidéo de trailer et une vidéo de gameplay montrant Deacon se déplacer à la troisième personne (TPS) sur sa moto bidouillée lui servant également d'inventaire, puis entrer à pied dans une scierie abandonnée, apparemment à la poursuite d'un PNJ. On le voit ensuite fouiller divers endroits et même un cadavre, puis ramasser des munitions et des soins, se fabriquer un silencieux avec un filtre à huile trouvé dans une épave de camion, etc.
Le jeu propose des phases de tir à la troisième personne et des combats et éliminations furtives à l'arme blanche (couteau, batte, hache, pied de table, etc), avec des achèvements en QTE. Il intègre également de multiples interactions avec certains éléments du décor afin de ralentir les Hordes de mutants  ou même les diriger vers des adversaires humains. Deacon aura également un sixième sens (de survie) pour découvrir des indices et détecter certains pièges et objets utilisables. Le jeu propose différents combats contre des boss qui peuvent être des infectés, mais également des humains.
Il y a des groupes d'ennemis survivants humains et de survivants infectés à combattre.
Lors du Media Showcase de l'E3 2017, il fut présenté deux nouvelles démos de gameplay pour Days Gone qui se concentraient sur des événements dynamiques en monde ouvert. Dans ces deux démos, il s'agissait de partir d'un camp allié en moto pour aller sauver un mécanicien (le seul PNJ capable de réparer le carburateur de la moto de Deacon) prisonnier dans un campement ennemi. Un chemin alternatif fut présenté dans la seconde démo, changeant la météo (de la neige à la place de la pluie), l'heure du jour (le crépuscule à la place de l'aube) et le style de jeu (évitement d'une embuscade, approche discrète, pose de piège et diversion sonore, suivie d'une attaque par tir de précision pour finir par une fusillade). L'objectif pour cette seconde démo était de montrer que changer quelque chose comme la météo était bien plus que cosmétique : elle peut avoir un impact significatif sur l'expérience, notamment sur la position géographique et le comportement des adversaires humains et mutant . Selon la météo et l'heure de la journée, les dangers ne seront pas les mêmes ni aux mêmes endroits, c'est le système nommé « événements dynamiques ».

## Développement
Days Gone est développé par le studio SIE Bend Studio après Uncharted: Golden Abyss sur PS Vita en 2012. Days Gone est une nouvelle franchise pour le studio Bend après Syphon Filter. Le développement a duré 7 ans, il a commencé après la commercialisation de Uncharted: Golden Abyss en 2012. Au cours de l'année 2016, le studio a obtenu une importante augmentation d'effectif (+60%) et un déménagement dans un nouveau studio de développement toujours à Bend.

### Inspirations
Days Gone s'inspire de plusieurs œuvres telles que les séries télévisées The Walking Dead pour son ambiance « zombie » et survivaliste ou Sons of Anarchy pour son ambiance violente et de motards sur les routes, ou encore le film World War Z pour ses hordes d'infectés. Days Gone s'inspire notamment du jeu vidéo Mad Max pour la gestion du véhicule (jauge de carburant, de dégâts et améliorations), pour son monde ouvert apocalyptique et ses attaques de camps, ainsi que des mécaniques de gameplay du jeu vidéo The Last of Us, pour son système d'infiltration, de fouilles et de bidouillages, pour ses combats réalistes et pour ses environnements boisés d’Amérique du nord, grouillants de survivants alliés et ennemis, ainsi que de diverses créatures infectées qu'il faut éviter ou éliminer pour pouvoir faire évoluer les capacités du héros.

## Distribution
- Sam Witwer (VF : Axel Drhey) : Deacon St. John
- Jim Pirri (en) (VF : Jochen Haegele) : William "Boozer" Gray
- Courtnee Draper (VF : Noémie Orphelin) : Sarah Irene Whitaker
- Nishi Munshi (VF : Pascale Chemin) : Rikki Patel
- Eric Allan Kramer (VF : Gérard Darier) : "Iron" Mike Wilcox
- Jason Spisak (VF : Jean Rieffel) : Raymond "Skizzo" Sarkoski
- Debra Wilson (VF : Fily Keita) : Addison "Addy" Walker
- Bernado de Paula (VF : Loïc Guingand) : James O'Brian
- Crispin Freeman (VF : Franck Lorrain) : Mark "Cope" Copeland
- Andrew Kishino (VF : Constantin Pappas) : Emmanuel "Manny" Mendez
- DeeDee Rescher : Ada "Tuck" Tucker
- Jonathan Joss : Alkai Turner
- Laura Bailey : Lisa Jackson
- Scott Whyte : Jessie Williamson/Carlos
- Daniel Riordan (VF : Philippe Catoire) : Matthew Garret
- Phil Morris (VF : Daniel Lobé) : Derrick Kouri
- Al Coronel (VF : Benjamin Pascal) : Arturo "Doc" Jiminez
- Darien Sills-Evans (VF : Jean-Baptiste Anoumon) : James Weaver
- James Allen McCure (VF : Fabrice Trojani) : Wade Taylor
- Jonathan Roumie (VF : Damien Ferrette) : Glen Russell
- Clayton Froning : Rick Mullins
- Kaiwi Lyman (VF : Vincent Ropion) : Léon
- voix additionnelles VF : Stéphane Roux (en), Gabriel Bismuth-Bienaimé, David Mandineau, Emmanuel Karsen,...

## Adaptation cinématographique
En août 2022, Deadline a rapporté qu'une adaptation cinématographique du jeu était en cours de développement avec PlayStation Productions et Vendetta Productions produisant le film, et avec Sam Heughan envisageant de jouer le rôle de Deacon St. John.